# Polyortha sagax
Polyortha sagax es una especie de polilla de la familia Tortricidae. Se encuentra en Bolivia.